# Estación 16 PLMB
La Estación 16 de la PLMB será una de las estaciones que forman parte del Metro de Bogotá, pertenecerá a la Línea 1 actualmente en construcción. Se ubicará en el límite de las localidades de Chapinero y Barrios Unidos al oriente de Bogotá.

## Ubicación
La estación estará ubicada en el centro de la ciudad, más específicamente sobre la Avenida Caracas con calle 73. Se accederá a ella a través del espacio público de la Avenida Caracas al nivel del suelo. De igual manera estará conectada y tendrá acceso directo a la estación Calle 76 - San Felipe de TransMilenio.
Atenderá la demanda de los barrios San Felipe, Porciúncula y sus alrededores. En las cercanías se encuentra la sede de la Universidad Pedagógica Nacional.

## Origen del nombre
La estación recibe su nombre temporal de la numeración realizada en la etapa de diseño de la primera línea del metro de Bogotá para cada una de las 16 estaciones que la componen. Se espera que el nombre definitivo sea elegido por la comunidad antes de ser puesta en funcionamiento la estación de la misma manera como se ha realizado con las más recientes estaciones de TransMilenio.

## Historia
En 2016 se dio a conocer el diseño de las estaciones de la primera línea del metro de Bogotá. La licitación inició en el año 2018 y finalmente fue adjudicada la construcción en el año 2019 la cual inició en el 2020.

## Servicios de la estación
Además de servir como plataforma para acceso a los trenes de la primera línea del metro de Bogotá, la estación contará con servicios adicionales como cicloparqueaderos, baños públicos, áeras comerciales de ingreso libre, entre otros:

### Esquema de la estación
| Nivel 3 | Área técnica                                            | Área técnica      | Área técnica        | Área técnica      | Área comercial    | Área comercial    | Área comercial    | Área comercial    |
| Nivel 3 |                                                         |                   | Edificio occidental |                   |                   |                   |                   |                   |
| Nivel 3 |                                                         |                   |                     |                   |                   |                   |                   |                   |
| Nivel 3 | Plataforma occidental las puertas se abren a la derecha |                   |                     |                   |                   |                   |                   |                   |
| Nivel 3 | ← Sur Hacía la Estación 15                              |                   |                     |                   |                   |                   |                   |                   |
| Nivel 3 | Norte Hacía cola de maniobras (terminal) →              |                   |                     |                   |                   |                   |                   |                   |
| Nivel 3 | Plataforma oriental las puertas se abren a la derecha   |                   |                     |                   |                   |                   |                   |                   |
| Nivel 3 |                                                         |                   |                     |                   |                   |                   |                   |                   |
| Nivel 3 | Edificio oriente                                        |                   |                     |                   |                   |                   |                   |                   |
| Nivel 3 |                                                         |                   |                     |                   |                   |                   |                   |                   |
| Nivel 3 | Área comercial                                          |                   |                     |                   |                   |                   |                   |                   |
|         |                                                         |                   |                     |                   |                   |                   |                   |                   |
| Nivel 2 |                                                         |                   |                     |                   |                   |                   | Área técnica      | Área técnica      |
| Nivel 2 |                                                         |                   | Edificio occidental |                   |                   |                   | Área técnica      | Área técnica      |
| Nivel 2 | Área comercial                                          | Área comercial    |                     |                   | Área comercial    | Área comercial    |                   |                   |
| Nivel 2 | Área comercial                                          | Área comercial    |                     |                   |                   | Área comercial    |                   |                   |
| Nivel 2 |                                                         |                   | Puente peatonal     |                   |                   | Puente peatonal   | Conexión con TM   | Conexión con TM   |
| Nivel 2 |                                                         |                   | Puente peatonal     |                   |                   | Puente peatonal   |                   |                   |
| Nivel 2 | Conexión con TM                                         |                   | Puente peatonal     |                   |                   | Puente peatonal   |                   |                   |
| Nivel 2 | Área comercial                                          | Área comercial    |                     |                   |                   |                   | Área comercial    | Área comercial    |
| Nivel 2 | Área comercial                                          | Área comercial    |                     |                   |                   |                   | Área comercial    | Área comercial    |
| Nivel 2 | Área comercial                                          | Área comercial    | Edificio oriental   |                   |                   |                   | Área comercial    | Área comercial    |
| Nivel 2 |                                                         |                   |                     |                   |                   |                   | Área comercial    | Área comercial    |
|         |                                                         |                   |                     |                   |                   |                   |                   |                   |
| Nivel 1 |                                                         |                   | Área comercial      | Área comercial    |                   | Área comercial    | Área comercial    | Área comercial    |
| Nivel 1 |                                                         |                   | Área comercial      | Área comercial    |                   | Área comercial    | Área comercial    | Área comercial    |
| Nivel 1 |                                                         |                   | Área comercial      | Área comercial    |                   | Área comercial    | Área comercial    | Área comercial    |
| Nivel 1 | Espacio público                                         |                   |                     |                   |                   |                   |                   |                   |
| Nivel 1 | ←                                                       |                   |                     |                   |                   |                   |                   |                   |
| Nivel 1 |                                                         |                   |                     |                   |                   |                   |                   |                   |
| Nivel 1 | Avenida Caracas                                         | Avenida Caracas   | Avenida Caracas     | Avenida Caracas   | Avenida Caracas   | Avenida Caracas   | Estación Calle 76 | Estación Calle 76 |
| Nivel 1 |                                                         |                   |                     |                   |                   |                   |                   |                   |
| Nivel 1 | →                                                       |                   |                     |                   |                   |                   |                   |                   |
| Nivel 1 | Espacio público                                         |                   |                     |                   |                   |                   |                   |                   |
| Nivel 1 |                                                         |                   | Área comercial      | Área comercial    |                   | Área comercial    | Área comercial    | Área comercial    |
| Nivel 1 |                                                         |                   | Área comercial      | Área comercial    |                   | Área comercial    | Área comercial    | Área comercial    |
| Nivel 1 |                                                         |                   | Área comercial      | Área comercial    |                   | Área comercial    | Área comercial    | Área comercial    |
|         |                                                         |                   |                     |                   |                   |                   |                   |                   |
| Sótano  | Cicloparqueaderos                                       | Cicloparqueaderos | Cicloparqueaderos   | Cicloparqueaderos | Edificio oriental | Edificio oriental |                   |                   |
| Sótano  | Cicloparqueaderos                                       | Cicloparqueaderos | Cicloparqueaderos   | Cicloparqueaderos |                   |                   |                   |                   |
| Sótano  | Cicloparqueaderos                                       | Cicloparqueaderos | Cicloparqueaderos   | Cicloparqueaderos |                   |                   |                   |                   |
| Sótano  | Cicloparqueaderos                                       | Cicloparqueaderos | Cicloparqueaderos   | Cicloparqueaderos | Área comercial    |                   |                   |                   |